# العلاقات الدومينيكية الفانواتية
العلاقات الدومينيكية الفانواتية هي العلاقات الثنائية التي تجمع بين دومينيكا وفانواتو.

## مقارنة بين البلدين
هذه مقارنة عامة ومرجعية للدولتين:
| وجه المقارنة                                              | دومينيكا              | فانواتو                                  |
| --------------------------------------------------------- | --------------------- | ---------------------------------------- |
| المساحة (كم2)                                             | 751                   | 12.19 ألف                                |
| عدد السكان (نسمة)                                         | 73.92 ألف             | 276.24 ألف                               |
| الكثافة السكانية (ن./كم²)                                 | 9.84 ألف              | 22.66                                    |
| العاصمة                                                   | روسو                  | بورت فيلا                                |
| اللغة الرسمية                                             | لغة إنجليزية          | اللغة البسلاما، لغة فرنسية، لغة إنجليزية |
| العملة                                                    | دولار شرق الكاريبي    | فاتو فانواتي                             |
| الناتج المحلي الإجمالي (بليون دولار)                      | 562.54 مليون          | 862.88 مليون                             |
| الناتج المحلي الإجمالي (تعادل القوة الشرائية) بليون دولار | 789.63 مليون          | 790.76 مليون                             |
| الناتج المحلي الإجمالي الاسمي للفرد دولار أمريكي          | 7.12 ألف              | 2.81 ألف                                 |
| الناتج المحلي الإجمالي للفرد دولار أمريكي                 | 10.88 ألف             | 3.03 ألف                                 |
| مؤشر التنمية البشرية                                      | 0.724                 | 0.594                                    |
| رمز المكالمات الدولي                                      | +1767                 | +678                                     |
| رمز الإنترنت                                              | .dm                   | .vu                                      |
| المنطقة الزمنية                                           | 00، توقيت أطلنطي موحد | ت ع م+11:00                              |

## منظمات دولية مشتركة
يشترك البلدان في عضوية مجموعة من المنظمات الدولية، منها:
| علم المنظمة | اسم المنظمة                                 | تاريخ انضمام دومينيكا | تاريخ انضمام فانواتو |
| ----------- | ------------------------------------------- | --------------------- | -------------------- |
|             | يونسكو                                      | 9 يناير 1979          | 10 فبراير 1994       |
|             | مؤسسة التمويل الدولية                       | 29 سبتمبر 1980        | 28 سبتمبر 1981       |
|             | منظمة حظر الأسلحة الكيميائية                | ?                     | ?                    |
|             | مؤسسة التنمية الدولية                       | 29 سبتمبر 1980        | 28 سبتمبر 1981       |
|             | منظمة التجارة العالمية                      | ?                     | ?                    |
|             | وكالة ضمان الاستثمار متعدد الأطراف          | 7 أكتوبر 1991         | 27 يوليو 1988        |
|             | الاتحاد البريدي العالمي                     | ?                     | ?                    |
|             | الاتحاد الدولي للاتصالات                    | 28 أكتوبر 1996        | 30 مارس 1988         |
|             | الأمم المتحدة                               | 18 ديسمبر 1978        | 15 سبتمبر 1981       |
|             | البنك الدولي للإنشاء والتعمير               | 29 سبتمبر 1980        | 28 سبتمبر 1981       |
|             | مجموعة دول أفريقيا والكاريبي والمحيط الهادئ | ?                     | ?                    |
|             | تحالف الدول الجزرية الصغيرة                 | ?                     | ?                    |
|             | دول الكومنولث                               | ?                     | ?                    |